# Ignacio Carrasco de Paula
Profesor Ignacio Carrasco de Paula (* 25. října 1937 Barcelona) je španělský katolický biskup (od 2010), lékař, filosof a teolog spojený s Opus Dei. Od roku 2010 je předsedou Papežské akademie pro život.
Dříve byl rektorem Papežské univerzity svatého Kříže v Římě (1984-1994), děkanem Fakulty morální teologie téže školy (1994-2002), profesorem bioetiky na Lékařské fakultě Katolické univerzity Nejsvětějšího Srdce (2002-2009) a kancléřem Papežské akademie pro život (2005-2010).